# Zakavkazská sovětská federativní socialistická republika
Zakavkazská sovětská federativní socialistická republika (ZSFSR) byl stát vytvořený na základě schválení na 1. sjezdu komunistických stran Ázerbájdžánu, Arménie a Gruzie v únoru roku 1922. 12. března téhož roku podepsali zástupci těchto republik smlouvu o federativním svazku a v prosinci 1922 ji schválil I. sjezd zakavkazských sovětů. Tímto se ZSFSR stala zakládajícím členem Sovětského svazu. Tento útvar zanikl po přijetí sovětské ústavy v roce 1936, přičemž vznikly tři svazové republiky – Ázerbájdžánská SSR, Arménská SSR a Gruzínská SSR.

## Pojmenování v různých jazycích
- arménsky: Անդրկովկասի Խորհրդային Սոցիալիստական Դաշնային (Ֆեդերատիվ) Հանրապետություն

Andrkovkasi Chorhrdajin Soc‘ialistakan Dašnajin (Federativ) Hanrapetut‘jun
- ázerbájdžánsky: Загафгазија Сосиалист Федератив Совет Республикасы

Zaqafqazija Sosialist Federativ Sovet Respublikası
- gruzínsky: ამიერკავკასიის საბჭოთა ფედერაციული სოციალისტური რესპუბლიკა

Amierkavkasiis Sabčota Pederaciuli Socialisturi Respublika
- rusky: Закавказская Социалистическая Федеративная Советская Республика (ЗСФСР)

Zakavkazskaja Socialističeskaja Federativnaja Sovětskaja Respublika (ZSFSR)

## Dějiny
První známky existence této federace se objevily už v roce 1918, kdy následkem Velké říjnová revoluce a rozpadu Ruského impéria došlo k osamostatnění kavkazských národů, jež utvořily vlastní nezávislý stát Zakavkazská demokratická federativní republika. Tento svazek však kvůli sporům ohledně zahraniční orientace vydržel jen krátce a 28. května 1918 se rozpadl na Arménii, Ázerbájdžán a Gruzii.
Tyto tři mladé republiky však také neexistovaly dlouho, neboť je v průběhu kavkazské kampaně obsadila Rudá armáda a byly následně sovětizovány. Na návrh Vladimira Iljiče Lenina byly tyto tři sovětské republiky 12. března 1922 opět sjednoceny do Zakavkazské federace, jež nově nesla jméno Zakavkazská sovětská federativní socialistická republika. 13. prosince 1922 se uskutečnil první sjezd zakavkazského sovětu, kde byla tato změna potvrzena, bylo oficiálně vyhlášeno federativní zřízení (do té doby fungovala federace jen volně), přičemž byla formálně zachována autonomie všech tří sovětských socialistických republik. Na tomto sjezdu též byla přijata zakavkazská ústava a byla zahájena činnost Ústředního výkonného výboru ZSFSR, jakožto nejvyššího orgánu zákonodárné moci, a ustanovena vláda Rady lidových komisařů, jejímž prvním předsedou se stal gruzínský bolševik Mamija Dmitrijevič Orachelašvili. Hlavním městem bylo ustanoveno Tbilisi. Krátce poté došlo 30. prosince k podpisu smlouvy o zřízení Sovětského svazu, čímž se ZSFSR stala jeho zakládajícím členem.
V rámci Gruzie, Arménie a Ázerbájdžánu vzniklo ještě před vznikem ZSFSR několik autonomních regionů s vlastní správou, která byla podřízena vyššímu správnímu celku. Na základě Karské smlouvy byla v rámci sovětské Gruzie už 16. července 1921 zřízena Adžarská autonomní sovětská socialistická republika, jež měla dle požadavku Turecka ochránit zájmy tamního muslimského obyvatelstva, a také byly vytyčeny hranice s kavkazskými republikami, jež se později staly součástí ZSFSR.
Ještě dříve, 28. července 1920 byla vyhlášena Nachičevanská autonomní sovětská socialistická republika, jež byla na základě Leninem požadovaného referenda přičleněna k Ázerbájdžánské SSR. Tento svazek byl potvrzen až 16. března 1921 Moskevskou dohodou a 13. října doplněn na základě už zmíněné Karské smlouvy, aby měl Ázerbájdžán s Tureckem společnou hranici prostřednictvím této ASSR. Této oblasti však nadále vinou různých průtahů chyběl oficiální status v rámci ústavních zákonů, a tak byla její existence ještě v roce 1922 při vzniku ZSFSR stále neformální jakožto Nachičevanský region. A tak došlo 27. března 1923 při třetím všenachičevanském sjezdu sovětu k jednostrannému přijetí inkluze Nachičevanu do rámce Ázerbájdžánské SSR na základě práva na autonomii. Tento požadavek byl Ústředním výborem Ázerbájdžánské SSR přijat, avšak opatření, které Ústřední výbor přijal, nebyl pro obyvatelstvo Nachičevanu dostatečný, a tak požadovalo koncem roku 1923 vyhlášení republiky. Tento požadavek byl 31. prosince toho roku též přijat. Dne 8. ledna 1924 se sešel Ústřední výkonný výbor ZSFSR, jenž se touto záležitostí také zabýval a nařídil, aby se z Nachičevanské oblasti stala Nachičevanská autonomní sovětská socialistická republika. Krátce poté konečně vznikly správní orgány této ASSR a 9. února byla Ázerbájdžánskou SSR tato Nachičevanská ASSR oficiálně vyhlášena.. V roce 1926 byla přijata nachičevanská ústava.
Nejkomplikovanější byla situace v Abcházii. Následkem invaze Rudé armády do Gruzie patřila Abcházie k prvním regionům Gruzínské demokratické republiky, jež byly sovětizovány. Abchazští bolševičtí lídři tehdy po obsazení Suchumu a po zmatcích s invazí souvisejících dne 31. března 1921 vyhlásili Socialistickou sovětskou republiku Abcházie, která měla být v rozporu s původním plánem nezávislá na Gruzii, v souladu s vůlí abchazských pracujících. Jelikož nebyl v následujících měsících vyřešen vztah nově vzniklé SSR ke Gruzii ani k sovětskému Rusku, byla dne 16. prosince 1921 podepsána se sovětskou Gruzií podepsána smlouva o unii, dle které se Abcházie stala „smluvní republikou“ se společnou správou vojenských, finančních a politických záležitostí, čímž došlo k podřízení SSR Abcházie pod Gruzínskou SSR. Tím pádem se Abcházie skrze Gruzii stala následující rok součástí ZSFSR, kde byla zprvu považována za člena s rovnoprávným postavením s Arménií, Gruzií a s Ázerbájdžánem. 19. února 1931 však byl na Stalinův rozkaz statut abchazské autonomie degradován ze svazové republiky na autonomní republiku, a tak byla Abcházie plně včleněna do Gruzínské SSR.
V rámci Gruzie byla též zřízena Jihoosetská autonomní oblast a v rámci Ázerbájdžánu Náhorně-karabašská autonomní oblast.
V prosinci roku 1936 však byla federace rozpuštěna a jejími nástupnickými subjekty byly tři členské sovětské republiky, tedy Arménská sovětská socialistická republika, Ázerbájdžánská sovětská socialistická republika a Gruzínská sovětská socialistická republika.

## Seznam představitelů ZSFSR
Následuje seznam vrcholných představitelů federace:
Pověřený tajemník zakavkazského regionálního výboru Ruské komunistické strany (bolševiků)
- Mamija Dmitrijevič Orachelašvili (Gruzínská SSR): 23. února 1922 – 3. listopadu 1922 - poprvé
- Aleksandr Teodorosi Myasnikyan (Arménská SSR): 3. listopadu 1922 - 24. března 1923

První tajemník zakavkazského regionálního výboru Ruské komunistické strany (bolševiků)
- Aleksandr Teodorosi Myasnikyan (Arménská SSR): 24. března 1923 - 11. prosince 1924
- Sergo Ordžonikidze (Gruzínská SSR): 11. prosince 1924 - 31. prosince 1925

První tajemník zakavkazského výboru Komunistické strany Sovětského svazu
- Sergo Ordžonikidze (Gruzínská SSR): 31. prosince 1925 - 8. prosince 1926
- Mamija Dmitrijevič Orachelašvili (Gruzínská SSR): 8. prosince 1926 - 27. listopadu 1927 - podruhé
- Aleksandr Ivanovič Krinickij (Gruzínská SSR): 27. listopadu 1927 - 8. května 1930
- Vissarion Vissarionovič Lominadze (Gruzínská SSR): 8. května 1930 - 19. listopadu 1930
- Lavrentij Kartvelišvili (Gruzínská SSR): 19. listopadu 1930 - 31. října 1931
- Mamija Dmitrijevič Orachelašvili (Gruzínská SSR): 31. října 1931 - 17. října 1932 - potřetí
- Lavrentij Pavlovič Berija (Gruzínská SSR): 17. října 1932 - 23. dubna 1937

Spolupředsedové Rady unie ZSFSR
- Nariman Narimanov (Ázerbájdžánská SSR): 12. března 1922 - 15. ledna 1923
- +Polikarp Mdivani (Gruzínská SSR): do 4. prosince 1922; Šalva Eliava od 4. prosince 1922
- +Aleksandr Teodorosi Myasnikyan (Arménská SSR): 12. března 1922 - 15. ledna 1923

Spolupředsedové Ústředního výkonného výboru ZSFSR
- Za Arménskou SSR:
  - Sarkis Saakovič Ambartsumyan: 16. ledna 1923 - 15. dubna 1925
  - Sarkis Meliksetovič Chanoyan: 15. dubna 1925 - 9. dubna 1927
  - Sarkis Ivanovič Kasyan: 9. dubna 1927 - 27. února 1931
  - Armen Artemi Ananyan: 27. února 1931 - 18. ledna 1935
  - Sergo Nikolajevič Martikyan: 18. ledna 1935 - 5. prosince 1936

- Za Ázerbájdžánskou SSR:
  - Samed Aga Alijev: 16. ledna 1923 - 26. ledna 1930
  - (funkce neobsazena): 26. ledna 1930 - 18. ledna 1931
  - Gazanfar Machmud Musabekov: 18. ledna 1931 - 28. ledna 1932
  - Sultan Medžid Efendijev: 28. ledna 1932 - 5. prosince 1936

- Za Gruzínskou SSR:
  - Michail Cchakaja: 16. ledna 1923 - 27. února 1931
  - Filipp Macharadze: 27. února 1931 - 5. března 1935 - poprvé
  - Aveli Enukidze: 5. března 1935 - 27. května 1935
  - Filipp Macharadze: 27. května 1935 - 5. prosince 1936 - do února 1936 úřadující, potom řádně ve druhém funkčním období

Předseda Rady lidových komisařů ZSFSR
- Mamija Dmitrijevič Orachelašvili (Gruzínská SSR): 16. ledna 1923 - 9. června 1927 - poprvé
- Šalva Eliava (Gruzínská SSR): 9. června 1927 - 29. ledna 1929
- Mamija Dmitrijevič Orachelašvili (Gruzínská SSR): 29. ledna 1929 - 12. listopadu 1931 - podruhé
- Gazanfar Machmud Musabekov (Ázerbájdžánská SSR): 12. listopadu 1931 - 5. prosince 1936

## Galerie

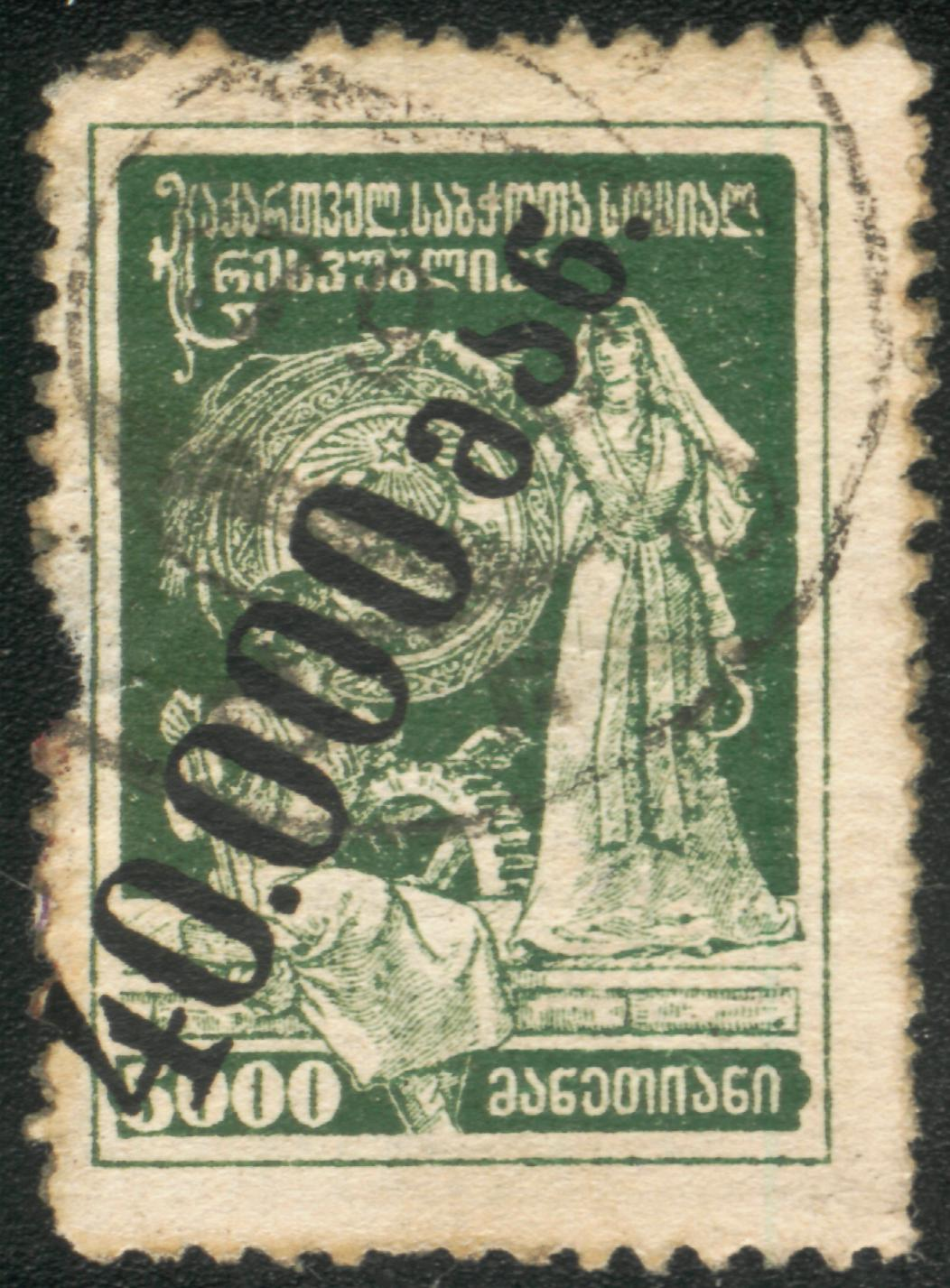
Gruzínská známka vydaná roku 1922
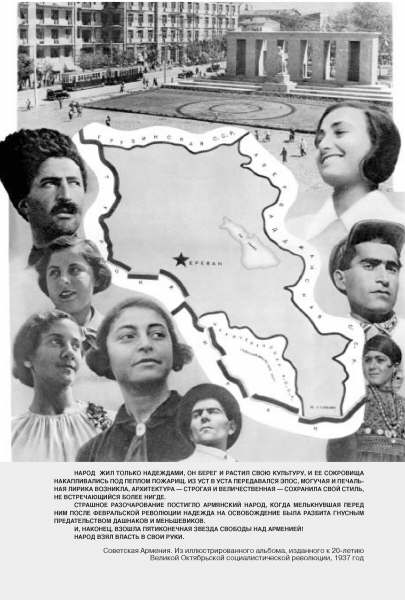
Plakát z roku 1937, slibující Arménům lepší budoucnost pod sovětskou nadvládou
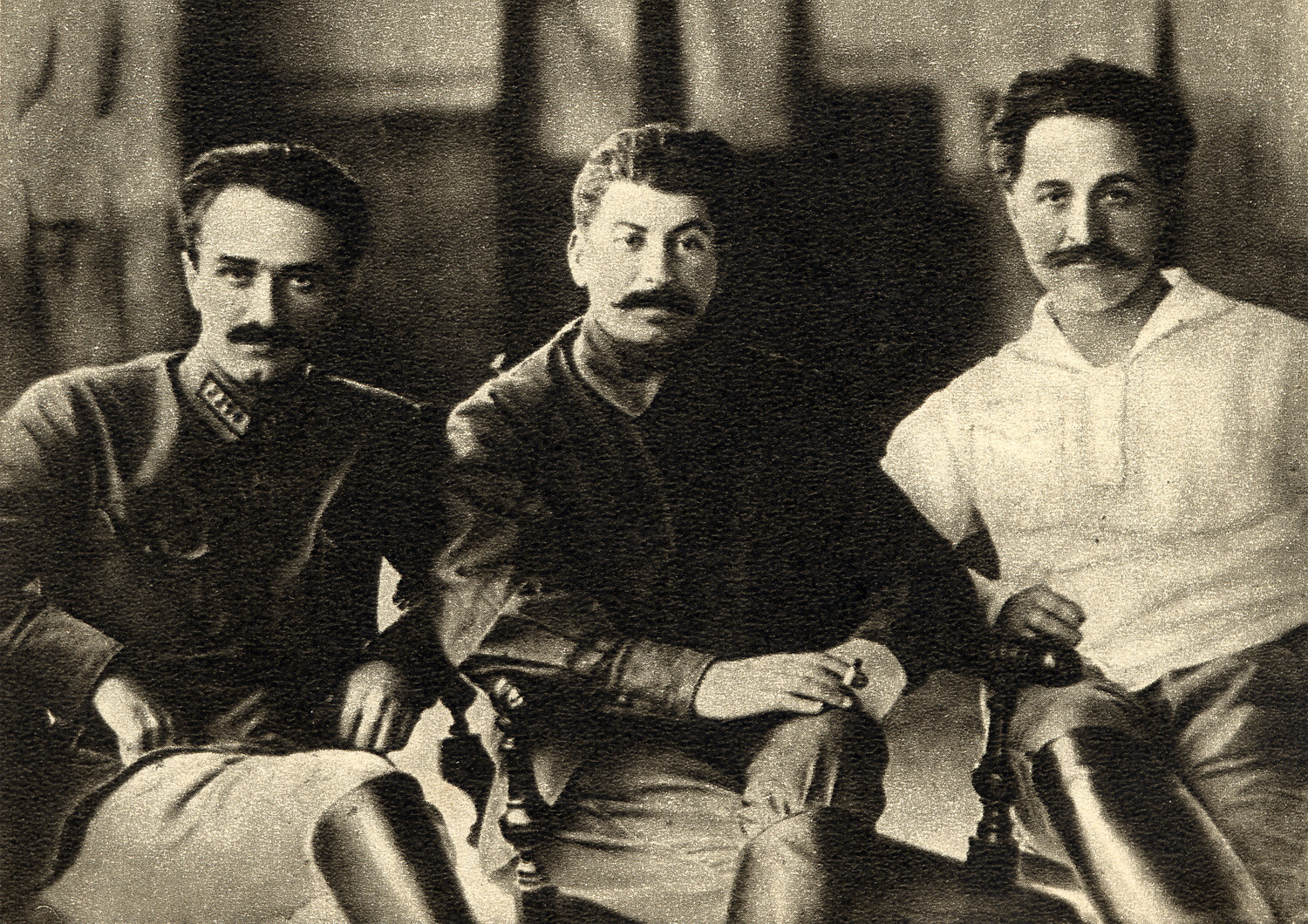
Zleva: Anastáz Ivanovič Mikojan, Stalin a Grigorij Ordžonikidze - „Kavkazská klika“.